# Club Mariscal Santa Cruz
Il Club Mariscal Santa Cruz è stata una società calcistica boliviana, con sede a La Paz. Fino al suo scioglimento, aveva militato principalmente nella Asociación de Fútbol La Paz, la massima serie del Dipartimento di La Paz, ma vantava anche cinque partecipazioni alla Copa Simón Bolívar, all'epoca facente funzione di campionato nazionale.
Nel 1970 è diventata la prima (e a tutt'oggi l'unica) squadra boliviana ad aggiudicarsi un trofeo continentale ufficiale, vincendo l'unica edizione della Copa Ganadores de Copa.

## Storia
Alla sua fondazione, nel 1923, il club si chiamava Northern Football Club. Quando nel 1950 la AFLP passò al semiprofessionismo, il Northern figurava tra le squadre partecipanti al primo campionato sotto il nuovo status.
Nel 1965, a causa di una crisi economica che aveva portato il presidente Kurt Koeningfest a suicidarsi, il club fu venduto alle Forze armate boliviane (FF.AA.) e cambiò nome in Club Mariscal Santa Cruz in onore del maresciallo Andrés de Santa Cruz, presidente della Bolivia dal 1829 al 1839.
Nel 1969 ottenne il miglior risultato della sua storia nel campionato nazionale, che allora era rappresentato dalla Copa Simón Bolívar, col 4º posto finale. L'anno seguente, il Mariscal Santa Cruz rappresentò la Bolivia nella Copa Ganadores de Copa e, dopo aver vinto il girone della zona 2 disputato proprio a La Paz, sconfisse nella doppia finale gli ecuadoregni dell'El Nacional (0-0 a Quito, 2-0 a La Paz) conquistando la coppa. Quella resta a tutt'oggi l'unica affermazione di un club boliviano in una competizione ufficiale della CONMEBOL. La vittoria fu festeggiata ampiamente e i giocatori furono ricevuti dal presidente della repubblica Alfredo Ovando Candia.
Solo sei anni dopo, tuttavia, il club fu dissolto per ordine del presidente boliviano Hugo Banzer. Aveva concluso la stagione 1976 al 3º posto nella lega di La Paz, miglior risultato di sempre, già ottenuto nelle stagioni 1968, 1969 e 1970.
Il Mariscal Santa Cruz è stato inserito dalla IFFHS al 48º posto nella lista dei migliori club sudamericani del XX secolo.

## Stadio
La squadra giocò le partite casalinghe nell'Estadio Hernando Siles, il più grande impianto di La Paz. Questo stadio può contenere 45.000 spettatori ed è generalmente usato per le partite della Bolivia.

## Palmarès

### Competizioni internazionali
- Copa Ganadores de Copa: 1

1970

### Altri piazzamenti
- Campionato boliviano:

Terzo posto: 1969